# Bargteheide

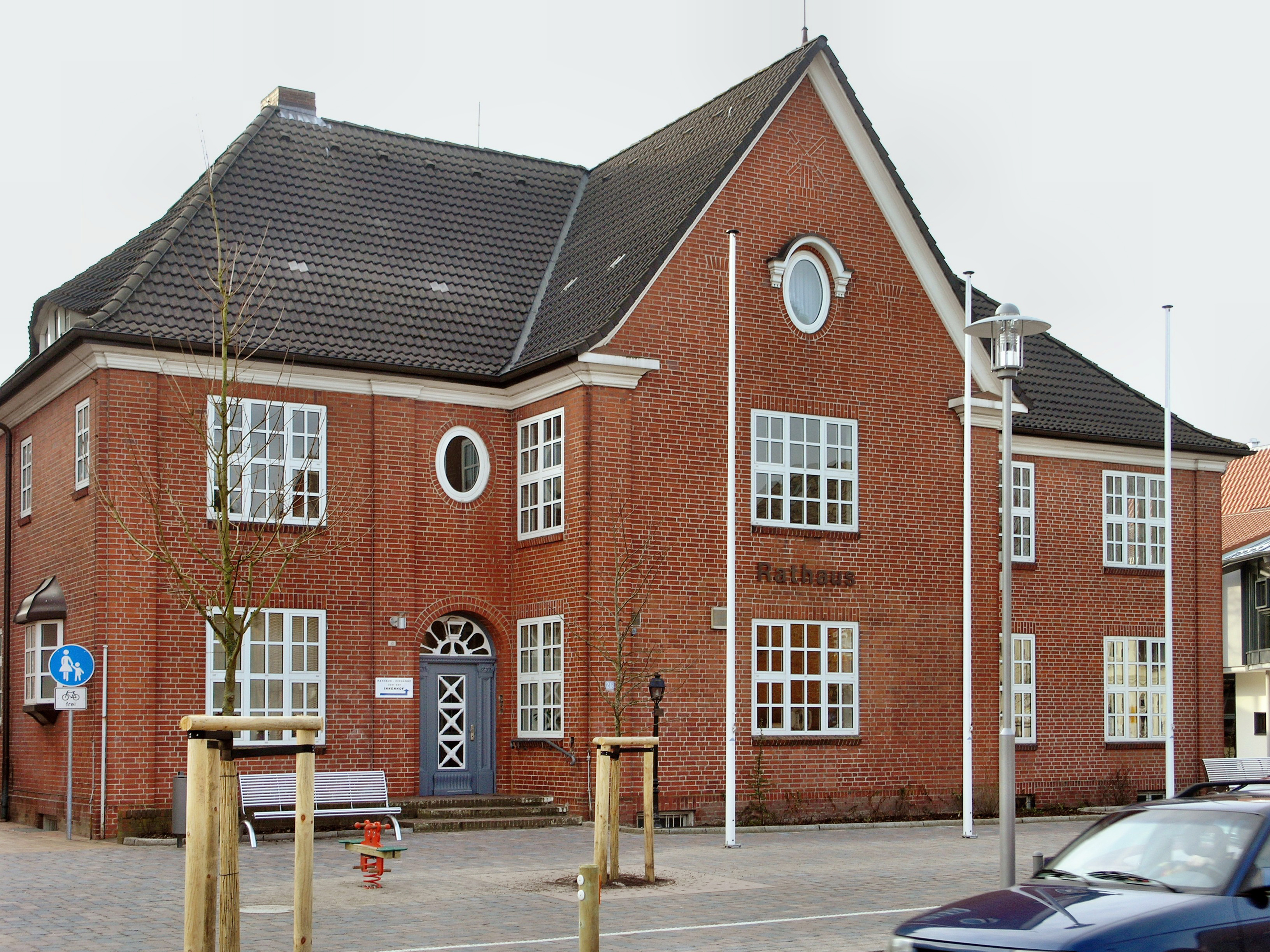
Das alte Bargteheider Rathaus

Bargteheide (niederdeutsch Bartheil) ist eine Stadt im Kreis Stormarn in Schleswig-Holstein. Sie gehört zur Metropolregion Hamburg. Bargteheide hat keine weiteren Ortsteile.

## Geografie

### Geografische Lage
Das Gemeindegebiet der Stadt Bargteheide erstreckt sich zwischen den oberen Flussabschnitten von Alster im Westen und Bille im Südosten im Bereich der naturräumlichen Haupteinheit Hamburger Ring (Nr. 695) der Südholsteinischen Geest. Der sich bis auf eine Höhe von 59 Meter über Normalhöhennull erstreckende Bornberg befindet sich an der südlichen Gemeindegrenze.

### Stadtgliederung
Das Stadtgebiet von Bargteheide besteht ausschließlich aus dem gleichnamigen Randort als einzigem Wohnplatz.

### Nachbargemeinden
Unmittelbar angrenzende Gemeindegebiete von Bargteheide sind:
|         | Elmenhorst                                  | Tremsbüttel |
| Jersbek | Kompassrose, die auf Nachbargemeinden zeigt | Hammoor     |
|         | Delingsdorf                                 |             |

## Geschichte
Bargteheide entstand als Angerdorf im Hochmittelalter. Es wurde erstmals 1314 als „Brektehegel“ erwähnt. Bereits 1322 wurde in einer Urkunde des Hamburger Domkapitels für Bargteheide ein Kirchspiel erwähnt. Darüber hinaus hatte der Ort im 14. Jahrhundert eine regionale Zentralfunktion als Rast- und Ausspannort und Markt. 1475 kaufte Herzog Johann IV. von Sachsen-Lauenburg das Dorf, das zuvor zum Gut Tremsbüttel gehörte. 1571 ging es an die Holstein-Gottorfer Herrschaft über und unterstand dem alten Amt Tremsbüttel. 

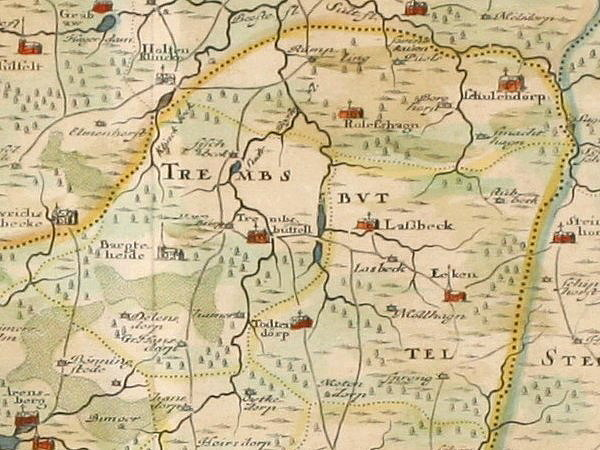
Bargteheide auf Kupferstich des Amtes Tremsbüttel (1652)

Im Jahre 1859 wurde Bargteheide Sitz des Amtes Tremsbüttel, 1867 des Kirchspielvogteibezirkes. Im selben Jahr erhielt es den Status einer selbständigen Landgemeinde. Mit der preußischen Verwaltungsreform wurde Bargteheide 1889 Sitz des gleichnamigen Amtsbezirkes mit 24 Gemeinden.
Im Rahmen des Hamburger Aufstandes der KPD wurde am 23. Oktober 1923 der Bürgervorsteher festgesetzt und eine „Sowjetrepublik Stormarn“ ausgerufen. Mangels Unterstützung durch die Bevölkerung brach der Aufstand schon am nächsten Tag zusammen.
Im Jahre 1948 wurde Bargteheide Sitz des neugeschaffenen Amtes Bargteheide, aus dem es 1957 ausschied. Das Amt heißt seither „Bargteheide-Land“, hat seinen Sitz aber weiterhin in Bargteheide. Am 15. Mai 1970 erhielt Bargteheide das Stadtrecht.

## Einwohnerentwicklung
| Jahr | Einwohner |
| ---- | --------- |
| 1840 | ca. 1.000 |
| 1867 | 1.172     |
| 1905 | 1.980     |
| 1910 | 2.274     |
| 1914 | 2.300     |
| 1919 | 2.453     |
| 1925 | 2.805     |
| 1931 | 2.975     |
| 1939 | 3.000     |
| 1949 | 6.900     |
| 1952 | 6.059     |
| 1955 | 5.767     |
| 1956 | 5.683     |
| 1960 | 5.695     |
| 1961 | 5.730     |
| 1967 | 7.061     |
| 1968 | 7.152     |
| 1970 | 7.374     |
| 1978 | 9.199     |
| 1979 | 9.497     |
| 1988 | 11.153    |
| 1990 | 11.719    |
| 2000 | 13.680    |
| 2001 | 13.793    |
| 2002 | 13.820    |
| 2003 | 13.729    |
| 2004 | 13.855    |
| 2005 | 14.052    |
| 2006 | 14.417    |
| 2007 | 14.651    |
| 2008 | 14.882    |
| 2009 | 15.136    |
| 2010 | 15.227    |
| 2011 | 15.428    |
| 2012 | 15.528    |
| 2013 | 15.788    |
| 2014 | 15.863    |
| 2015 | 16.029    |
| 2016 | 16.135    |
| 2017 | 16.045    |
| 2018 | 16.109    |
| 2019 | 16.077    |
| 2020 | 15.984    |
| 2021 | 15.987    |
| 2022 |           |

Quelle: 2000–2003 Statistikamt Nord, ab 2004 jeweils zum 31.12. Kreis Stormarn

## Politik

### Stadtvertretung
- CDU: 14
- Grüne: 8
- SPD: 9
- FDP: 2
- WfB: 5

Die Stadtvertretung ist die kommunale Volksvertretung der Stadt Bargteheide. Über die Zusammensetzung entscheiden die Bürger alle fünf Jahre. Die letzte Kommunalwahl fand am 14. Mai 2023 statt. Diese führte bei einer Wahlbeteiligung von 53,9 % zu nebenstehender Zusammensetzung der Gemeindevertretung.

### Bürgermeister
- 1946–1957: Julius Gerken
- 1957–1962: Enno Wilkens
- 1962–1971: Karl Eduard Claussen (CDU)
- 1971–1984: Erich Reincke
- 1985–1996: Frank Pries
- 1996–2008: Werner Mitsch
- 2008–2016: Henning Görtz (CDU)
- 2016–2022: Birte Kruse-Gobrecht (parteilos)
- seit 2022: Gabriele Hettwer (parteiunabhängig)

### Wappen
Blasonierung: „Über blauem Schildfuß, darin fünf schräggekreuzte, durchgehende silberne Fäden, zwei nach schrägrechts, drei nach schräglinks, in Silber ein rotes Wagenrad mit acht Speichen.“
Das Wagenrad im oberen Teil steht für Transport und Mobilität, da Bargteheide – günstig auf der Mitte der Strecke zwischen Hamburg und Lübeck liegend – häufig als Rastplatz genutzt wurde. Dort konnten Händler und Reisende rasten und die Zugtiere ausgespannt werden („utspann“ auf plattdeutsch, daher die Bezeichnung des Restaurants im 1517 erbauten Reetdachhaus). Die fünf weißen Linien unten stehen für die Verkehrsanbindungen der Stadt: die A 1, die B 75 und B 434 von Südwesten nach Nordosten, die B 404 und A 21 von Südosten nach Nordwesten.

### Städtepartnerschaften
- Déville-lès-Rouen, Frankreich (seit 1969)
- Żmigród, Polen (seit 2001)

## Kultur und Sehenswürdigkeiten
In der Liste der Kulturdenkmale in Bargteheide stehen die in der Denkmalliste des Landes Schleswig-Holstein eingetragenen Kulturdenkmale. Die Bodendenkmale sind in der Liste der Bodendenkmale in Bargteheide aufgeführt.

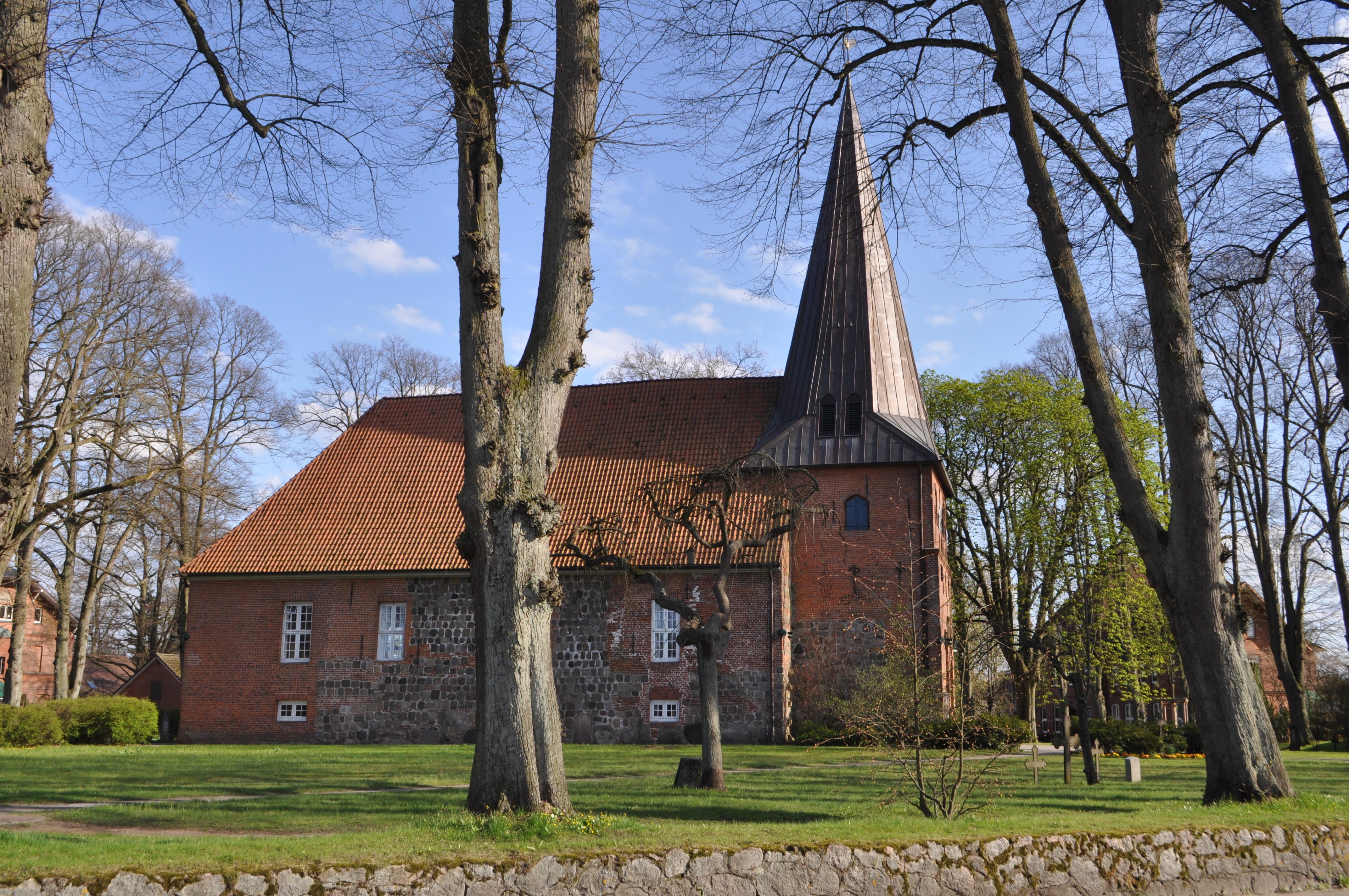
Die Kirche

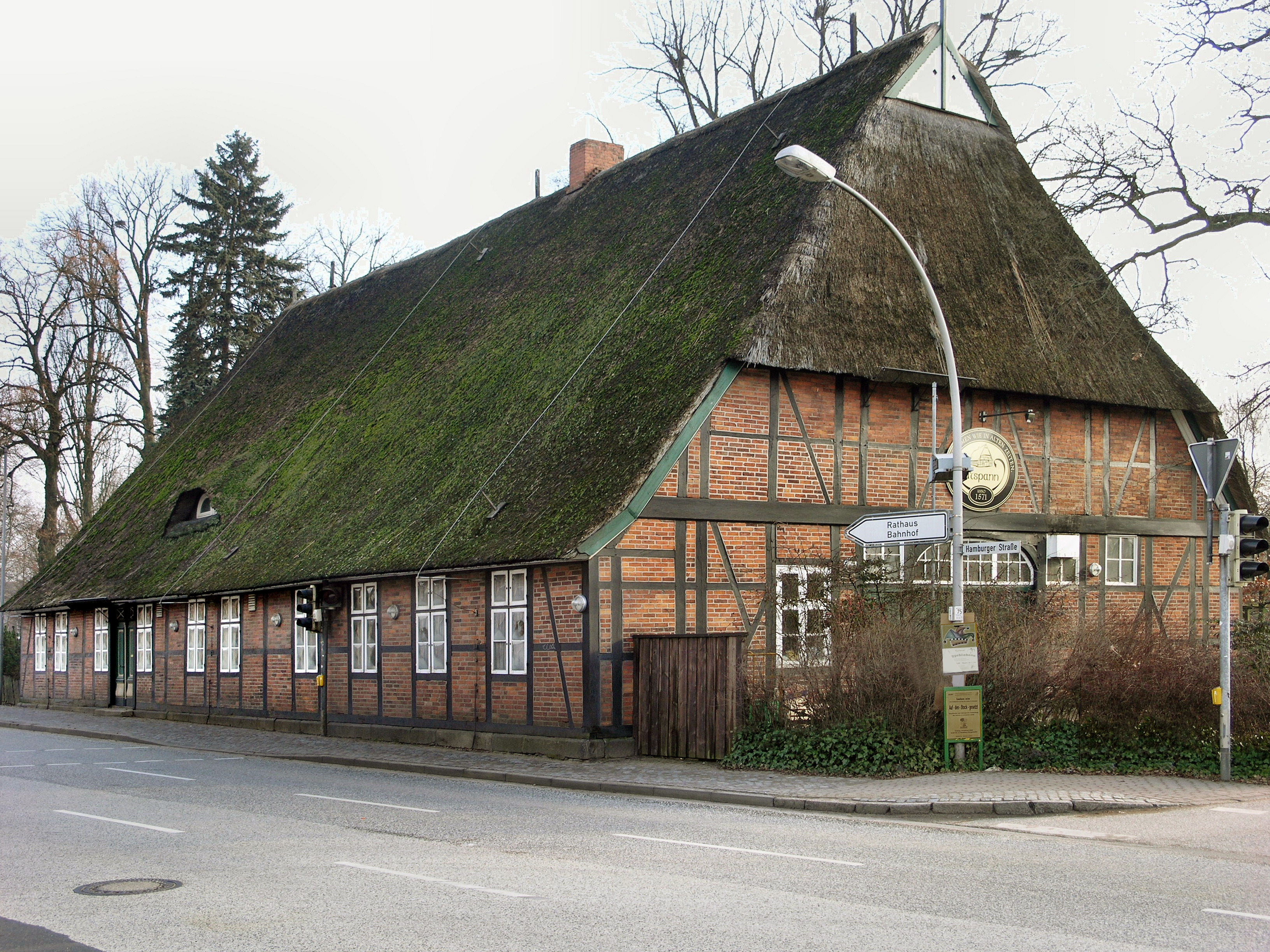
Der Utspann

### Theater und Museen
Seit 1967 engagiert der Kulturring Bargteheide e. V. Tourneeunternehmen und Künstler, um mit bisher über 550 Veranstaltungen aus den Sparten Sprech- und Musiktheater, Ballett, Tanz sowie Lesungen, Musik, Varieté, Comedy, Kabarett und Figurentheater das kulturelle Leben der Stadt mit zu gestalten. Über den Kooperationspartner „à la carte“ Kammermusik e. V. werden ferner Kammerkonzerte angeboten.
Das Kino- und Theatergebäude, das am 1. September 1954 als „Linden-Lichtspiele“ eingeweiht und am 16. Februar 1980 mit Anbau des Bühnenhauses aus seinem Provisorium zu einem „richtigen“ Theater wurde, bekam am 3. Juli 1980 den Namen „Kleines Theater“.
Das Bundesministerium des Innern in Bonn und das Land Schleswig-Holstein haben das gute Filmprogramm mehrfach ausgezeichnet.
Kirsten Martensen hat dort 25 Jahre mit großem Engagement das Haus wesentlich mitgeprägt, bis sie im Herbst 2013 im Alter von 75 Jahren verstarb.
Die „Orts- und Heimatkundliche Sammlung“ ist das Museum des Verschönerungsvereins Bargteheide e. V., gegründet wurde es von Wilhelm Postl.

### Bauwerke
Sehenswert ist die teilweise 700 Jahre alte Kirche im Zentrum Bargteheides mit der 2019 sanierten und oft für Konzerte genutzten Bensmann-Orgel. Die erste Orgel der Kirche mit 1371 Pfeifen wurde 1696 von Matthias Dropa gebaut und von Magnus von Wedderkop geschenkt. Da die Orgel so ungewöhnlich gut war, verzichtete Wedderkop darauf, in Tremsbüttel ein eigenes Instrument anzuschaffen und die Bargteheider Kirche wurde seine Patronatskirche.
Das „Utspann“ (Plattdeutsch für „Ausspannen“), ein altes Fachwerkhaus, diente früher nicht zum Wechseln der Pferde auf der Strecke zwischen Hamburg und Lübeck, sondern war das Wohnhaus des Gutsbesitzers Wuth, und beherbergt heute ein Lokal mit deutscher Küche. Der „Utspann“ für die Pferde auf der Strecke zwischen Hamburg und Lübeck war an der Alten Landstraße auf den Höfen der Landwirte Timm und Görtz. Dort waren diese Gebäude mit den typischen Durchfahrten auch noch bis vor wenigen Jahren zu sehen. Mittlerweile sind beide Gebäude abgerissen worden.

### Sport
In Bargteheide befindet sich ein beheiztes Freibad mit einem 50 Meter Sportbecken sowie einem Becken für Nichtschwimmer.
Des Weiteren gibt es im Sportzentrum einen Rasenplatz mit Rundlaufbahn sowie mehrere Nebenplätze, die durch den TSV Bargteheide genutzt werden.
Im Schulzentrum befindet sich ein weiterer Sportplatz mit Rundlaufbahn, der für den Schulsport genutzt wird.
Der TSV Bargteheide ist der größte Sportverein in Bargteheide, der unter anderem Sportarten wie Fußball, Basketball, Triathlon, Turnen, Handball und Tischtennis anbietet und hier auch Regional und überregional erfolgreich ist.
Basketball: Bargteheide Bees (2. Regionalliga Nord), Fußball: Herren (Verbandsliga), Tischtennis: Herren (3. BL Nord), Triathlon (2. BL)

### Initiativen
Die Initiative „Tolerantes Bargteheide“ kämpft gegen die Ablehnung behinderter Menschen sowie für eine allgemeine Akzeptanz von Randgruppen in Bargteheide und Umgebung. Des Weiteren gibt es die Initiative „KulturenTreff“. Hier finden Begegnungen zwischen bargteheider und geflüchteten Jugendlichen statt. Die „Bunte Vielfalt“ setzt sich seit ca. 2015 für die Integration von Flüchtlingen ein und begleitet diese auf ihrem Weg. Neben dem städtischen Jugendzentrum gibt es das Autonome Jugendhaus, das seit über 30 Jahren für selbstverwaltete Jugendarbeit in Bargteheide steht.

## Wirtschaft und Infrastruktur
Seit 2007 ist Bargteheide schuldenfrei und wird dies mindestens bis 2020 bleiben. Bargteheide ist die größte schuldenfreie Kommune in Schleswig-Holstein.

### Unternehmen
Zu den größten Arbeitgebern der Stadt zählt der Antriebstechnik-Hersteller Getriebebau Nord, der seit der Gründung 1965 seinen Hauptsitz in Bargteheide hat und dort etwa ein Drittel seiner weltweit rund 4.000 Mitarbeiter beschäftigt (Stand: Mai 2020).
Das zu Fürsten-Reform gehörende Unternehmen Langnese-Honig (ehemals Oetker-Gruppe) ist in Bargteheide ansässig.
Die Discounter-Firma Aldi-Nord ist mit einer ihrer Regionalniederlassungen ansässig, zuzüglich eines großflächigen Zentrallagers.
Die Neue Lübecker Norddeutsche Baugenossenschaft eG, mit ihrem ServiceCenter in Ahrensburg, bewirtschaftet ca. 232 Wohnungen in Bargteheide.
Auch die Firma Backring Nord, als Zulieferer für die Gastronomie, hat ihre Zentrale seit 2012 in Bargteheide.
Die Firma Topmotive, als Dienstleister für den Automobilteilehandel, hat ebenfalls seit 1994 ihren Hauptsitz in Bargteheide.
Das 1973 gründete Manfred Bogdahn mit seiner Erfindung der flexi Rollleine das Unternehmen flexi wurde 1990 von Hamburg nach Bargteheide verlegt.
Der Kaufkraftindex Bargteheides liegt im Jahr 2019 mit rd. 111 (EU: 100) 11 % über dem Durchschnitt des Bundes und befindet sich im oberen Bereich des Kreises Stormarn.

### Medien
Die Stadt diente 1991 als Drehort für den unter der Regie Detlev Bucks produzierten Kinofilm „Karniggels“. Diverse Aufnahmen wurden in der Stadt Bargteheide gemacht, deren städtebauliches Bild sich seit den Dreharbeiten erheblich veränderte. Als Ort der Handlung im Film wird jedoch die Stadt Barmstedt angegeben.
Mit dem REB wird durch die Schülerinnen und Schüler im Gymnasium Eckhorst ein eigenes Kinder- und Jugendradio betrieben.
Mit bargteheideAktuell gibt es für Bargteheide und Umgebung ein eigenes Online-Magazin.

### Öffentliche Einrichtungen
Von 1867 bis 1970 war Bargteheide Sitz des Amtsgerichts Bargteheide. Es gehört heute zum Amtsgerichtsbezirk Ahrensburg.

### Bildung
In Bargteheide gibt es sieben allgemeinbildende, öffentliche Schulen:
- drei Grundschulen: Johannes-Gutenberg-Schule, Carl-Orff-Schule und Emil-Nolde-Schule
- zwei Gemeinschaftsschulen: Dietrich-Bonhoeffer-Schule m. OStu., Anne-Frank-Schule Bargteheide
- zwei Gymnasien: Kopernikus-Gymnasium Bargteheide, Gymnasium Eckhorst

Weiterhin gibt es eine Waldorfschule, eine Förderschule, eine Musikschule und eine Volkshochschule.
Von 1953 bis 1995 beherbergte das ehemalige Jagdschloss „Malepartus“ eine Ausbildungsstätte der Deutschen Bundespost, nachdem dort bereits von 1938 bis 1943 ein Postbediensteten-Erholungsheim, dann ein Flüchtlingsheim für ausgebombte Postmitarbeiter, ab 1945 die britische Militärkommandantur und ab 1949 das Fernmeldetechnische Zentralamt und das Zentraltechnische Forschungsinstitut der Post untergebracht war. Heute ist es vor allem ein Alten- und Pflegeheim.

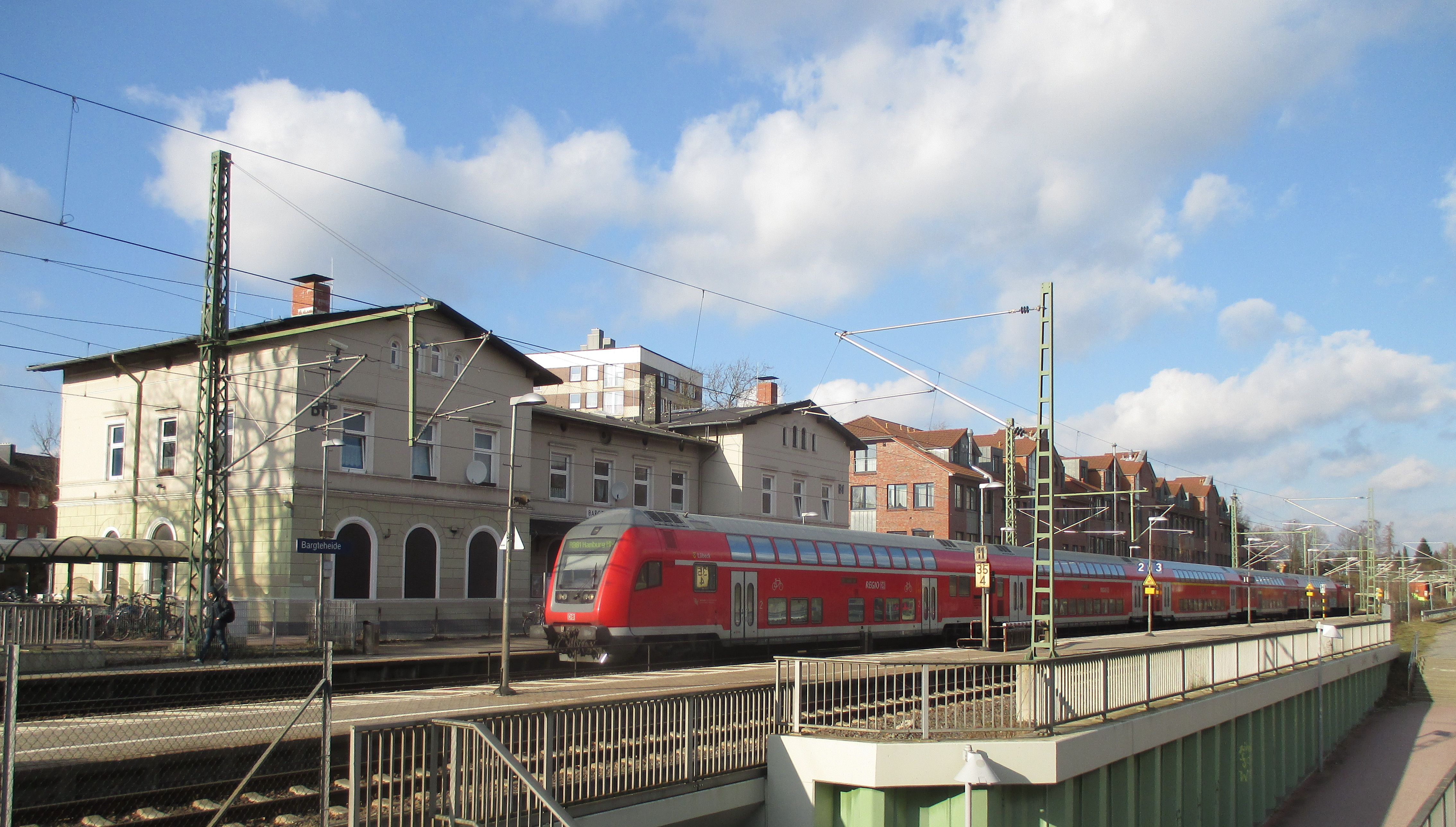
Der Bahnhof

### Verkehr
| Linie           | Zuglauf | Zuglauf | Takt                                                                                           | Eisenbahnverkehrsunternehmen | Fahrzeugmaterial                                     |
| --------------- | --- | --- | ---------------------------------------------------------------------------------------------- | ---------------------------- | ---------------------------------------------------- |
| RB 81           | Hamburg Hauptbahnhof – Hamburg-Hasselbrook – Hamburg-Tonndorf – Hamburg-Rahlstedt – Ahrensburg – Ahrensburg-Gartenholz – Bargteheide – Kupfermühle – Bad Oldesloe | Hamburg Hauptbahnhof – Hamburg-Hasselbrook – Hamburg-Tonndorf – Hamburg-Rahlstedt – Ahrensburg – Ahrensburg-Gartenholz – Bargteheide – Kupfermühle – Bad Oldesloe | halbstündlich nach Bargteheide/stündlich nach Bad Oldesloe mit HVZ-Verstärker nach Hamburg Hbf | DB Regio Schleswig-Holstein  | Bombardier Traxx + sechs Bombardier-Doppelstockwagen |
| Stand: Mai 2024 | | |                                                                                                |                              |                                                      |

- Autobahnen: Autobahnkreuz A 1 (Oldenburg in Holstein–Saarbrücken) und A 21
- Bundesstraßen: B 404, die bei Bargteheide in die A 21 übergeht. Die B 75 und B 434, die früher ebenfalls durch Bargteheide verliefen, wurden inzwischen zur Landesstraße 82 bzw. Gemeindestraße 225 herabgestuft.
- Anbindung an die Bahnstrecke Lübeck–Hamburg (Teil des Hamburger Verkehrsverbundes)
- geplante Anbindung an die S-Bahn Hamburg mit der Linie S4 ab 2027.
- Der innerstädtische Busverkehr erfolgt mit Kleinbussen auf vier Stadtbuslinien.

## Persönlichkeiten

### Ehrenbürger
- 1959: Julius Gerken, Bürgermeister
- 1985: Michel Cozette, Bürgermeister von Déville-lès-Rouen
- 2003: Kurt Iden (1928–2024), Bürgervorsteher
- 2010: Karl Eduard Claussen, Bürgermeister
- 2023: Jutta Werner, Bürgervorsteherin und 1. Stadträtin

### Söhne und Töchter der Stadt
- Luise Zietz (1865–1922), Politikerin (USPD)
- Hermann Grote (1904–1980), Autor der Komödie Quax, der Bruchpilot und der Chronik 375–1975 Chronik von Bargteheide
- Hannes Lührsen (1907–1986), Architekt
- Hans-Jürgen Schmahl (1929–2012), Wirtschaftswissenschaftler
- Hans Hinrich Sambraus (* 1935), Professor für Tierhaltung und Verhaltenskunde an der Technischen Universität München
- Knud Andresen (* 1965), Historiker
- Henning Görtz (* 1966), Politiker (CDU), Landrat des Landkreises Stormarn
- Christiane Hagemann (* 1974), Schauspielerin
- Caroline Dibbern (* 1974), Schauspielerin und Theater-Regisseurin

### Mit Bargteheide verbunden
- Edith Nothdorf (1934–2009), Musikpädagogin, Autorin und Komponistin
- Martina Kaesbach (* 1964), Politikerin (FDP), Mitglied der Hamburgischen Bürgerschaft
- Katharina Fegebank (* 1977), Politikerin (Grüne), Zweite Bürgermeisterin von Hamburg
- Axel Fischer (* 1981), Schlagersänger und Schauspieler
- David Kross (* 1990), Schauspieler
- Christopher Rudeck (* 1994), Handballspieler
- Matti Steinmann (* 1995), Fußballspieler
- Dren Feka (* 1997), Fußballspieler
- Celina Meißner (* 1998), Handballspielerin

Der Schriftsteller Siegfried Lenz wohnte während seines Studiums an der Universität Hamburg von 1946 bis 1949 am Tremsbütteler Weg 7. Er bezog sich darauf 1969 in der Erzählung Waldgänge und 2009 in der Novelle Landesbühne, in der er Bargteheide als einen „verheißungsvollen Ort“ bezeichnete. Vor dem Haus ist heute eine Gedenktafel aufgestellt.